# De Kersouwe

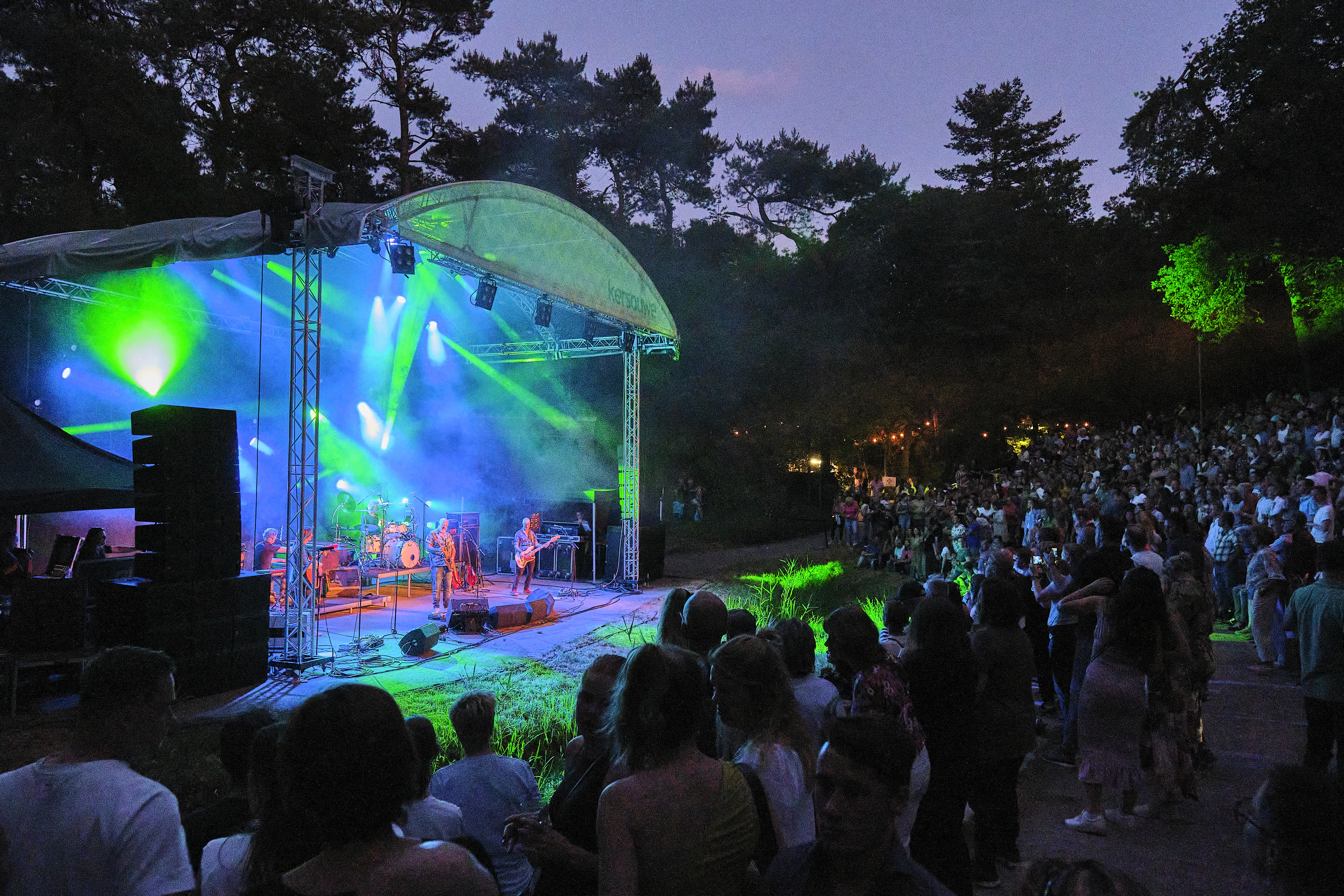
Concert in Natuurtheater de Kersouwe

Natuurtheater de Kersouwe is een openluchttheater gelegen in Heeswijk-Dinther (Bernheze, Noord-Brabant) en wordt sinds het ontstaan in 1946 draaiende gehouden door vrijwilligers. Het is een van de grootste openluchttheaters van Nederland met een capaciteit van 1500 bezoekers.
Al jarenlang zijn er op de twee buitenpodia elk seizoen van circa half mei tot en met half september tientallen voorstellingen en optredens (concerten, cabaretvoorstellingen, festivals en jeugdvoorstellingen) te zien van bekende en minder bekende artiesten uit binnen- en buitenland. Duizenden bezoekers uit de regio (en soms ver daarbuiten) vinden jaarlijks hun weg naar De Kersouwe. Het openluchttheater is gekend en geliefd bij artiesten en bezoekers. 
Het theater heeft een eigen theatergroep en een eigen jeugdtheatergroep, die beiden jaarlijks een nieuwe openluchtstuk uitvoeren. Om basisschoolkinderen kennis te laten maken met theater, organiseert De Kersouwe elk jaar vier dagen het educatieve klassentheater.

## Oprichting en bestuur
De Kersouwe is in 1946 ontstaan vanuit De Kunstkring Heeswijk (in 1945 opgericht). Openluchttoneel bood de mogelijkheid om gemengd te spelen. Een bisschoppelijke verordening toendertijd bepaalde, dat er in een parochie slechts één vereniging gemengd mocht spelen in een zaal. Gemengde voorstellingen in de openlucht werden door de bisschoppen toegestaan als ze vóór zonsondergang waren afgelopen. 
Uit de groep initiatiefnemers, die op de Abdij bijeenkwam, werd een bestuur gekozen van 5 personen. Jan van Aspert (voorzitter), Jan van den Heuvel (secretaris), Willem van Oorschot (penningmeester) en twee witheren van de Abdij: Hugo Heijman en Martinus Coenen. Daar kwamen Bets van Lamoen (gemeente) en Harrie Pennings (derde Norbertijn) al snel bij, en Quirien van Aspert werd vice-voorzitter. Zij bestuurden De Kersouwe de eerste 10 jaren.   
Latere voorzitters na Jan van Aspert (1945-1956) zijn Herman Breukel (1958-1961), Alberto van Aspert (1961-1971 en 1972-1991), Jan Breukel (1971-1972), Henk Voets (1991-2005) en Pieter-Jan van Hoof (2005-2020).  

## Kersouweproducties
In het begin werden er vooral bijbelspelen opgevoerd. Tussen 1950 en 1958 schreef de Brabantse auteur Antoon Coolen zeven oorspronkelijke stukken voor de Kersouwe. De bijbelspelen werden vervangen door ridder- en sprookjesspelen. In 1958 werd een vast decor (het "basisdecor") gebouwd, wat overigens niet zoveel voorkomt bij openluchttheaters. Het repertoire werd in de jaren '60 aangepast door blijspelen van Shakespeare en Goldoni op te voeren. In 1965 werd het katholieke karakter van de opvoeringen definitief doorbroken door een stuk van Bertolt Brecht te spelen.
Onder leiding van regisseurs als Ad van de Ven en Edgar Danz behaalde De Kersouwe tussen 1976 en 1982 4 keer de Anton Huybersprijs voor de beste openluchtproductie van Brabant. Vanaf eind jaren '80 werden de stukken steevast van muziek, dans en zang voorzien. Dit bleek een succesvolle stap. Tot op de dag van vandaag is dat het geval. Bijzonder is ook, dat alle stukken nog steeds speciaal voor de Kersouwe worden (her)schreven.
Vanaf 1979 is er naast de Kersouwe theatergroep een Kersouwe jeugdtheatergroep. Ook zij speelt elke zomer een eigen jeugdtheaterproductie op het eigen podium en bij omliggende openluchttheaters.  
Beide theatergroepen hebben een eigen productieteam, een decorgroep, kostuumgroep, kap en grime, rekwisieten, techniek en pr. De theatergroep heeft tevens een muzikaal leider en muziekgroep. 
In 1991 werd er naast het bestaande buitenpodium een tweede podium gebouwd (capaciteit 550 personen - 750 kinderen). De jeugdtheaterproductie speelt hier, en ook vinden hier andere jeugd- en cabaretvoorstellingen en concerten plaats. 

## Varia
De naam is ontleend aan het oud-Brabantse woord voor madeliefje.